# NGC 2906
NGC 2906 (również PGC 27074 lub UGC 5081) – galaktyka spiralna (Sc), znajdująca się w gwiazdozbiorze Lwa. Odkrył ją William Herschel 28 grudnia 1785 roku.
W galaktyce tej zaobserwowano supernową SN 2005ip.